# Patryk z Irlandii

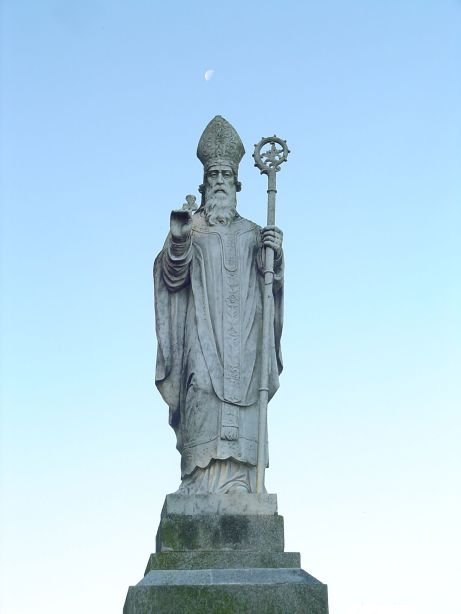
Pomnik św. Patryka na Wzgórzu Tary.

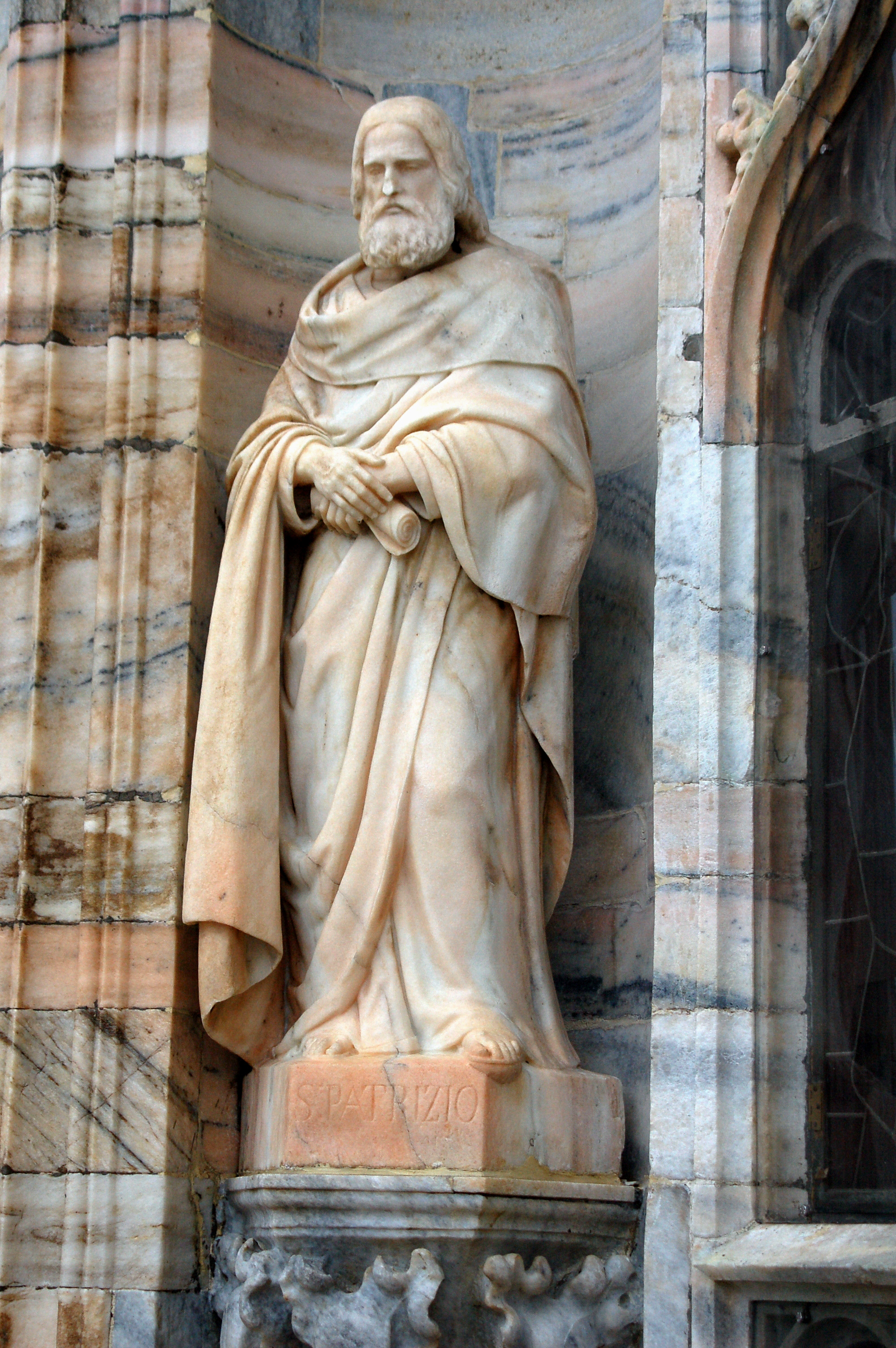
Figura św. Patryka na dachu Katedry w Mediolanie.

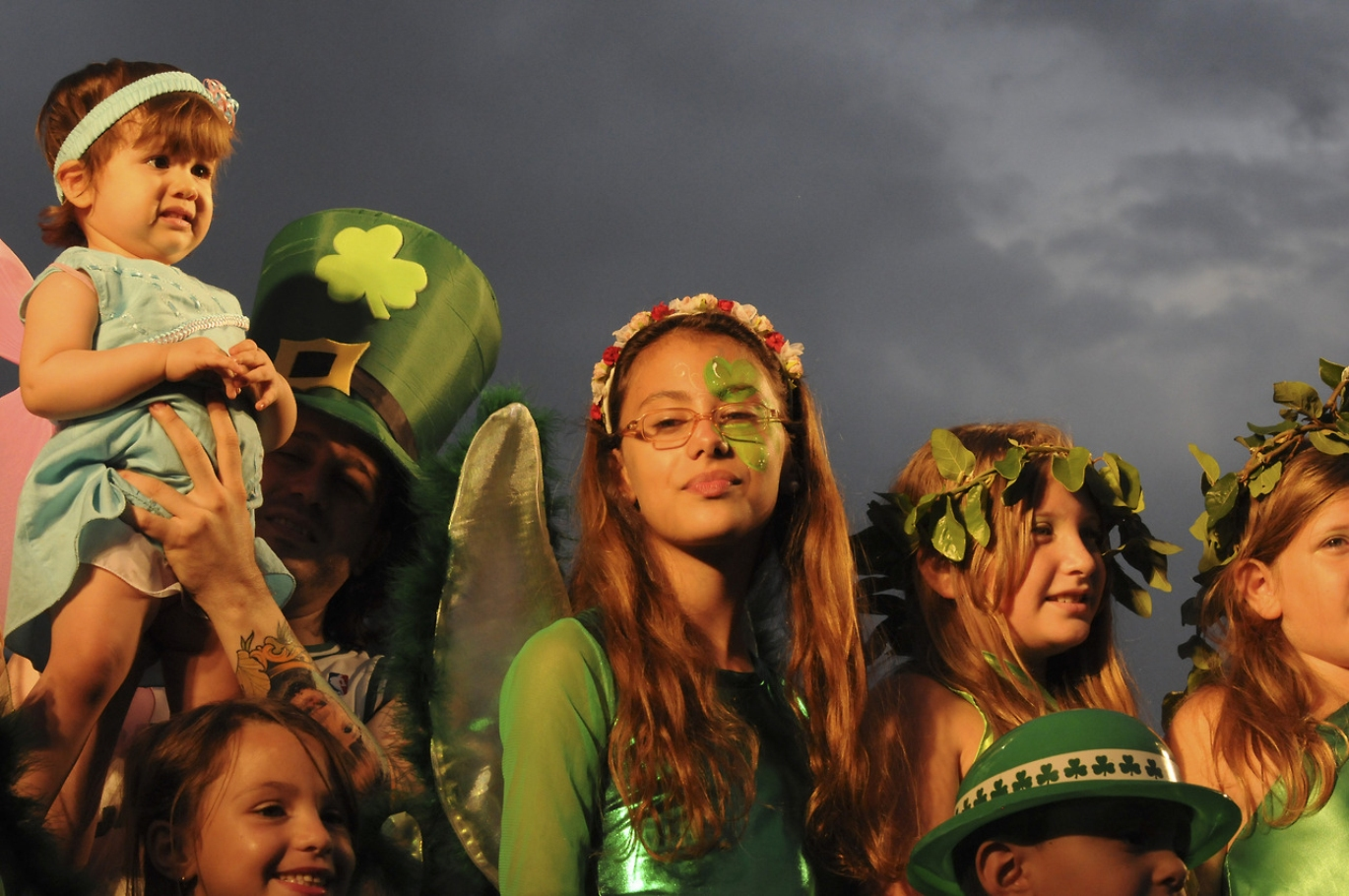
Dzień Świętego Patryka w Buenos Aires (Argentyna).

Patryk z Irlandii, także Święty Patryk (irl. Pádraig Mac Calprainn, irl. Naomh Pádraig, irl. Pádraig Naofaur, cs. Swiatitiel Patrik, jepiskop Irłandskij; ur. ok. 385 w Brytanii, zm. 17 marca między 457 a 492 w Saulu) – biskup i apostoł Irlandii, święty Kościoła katolickiego, starokatolickiego, anglikańskiego i prawosławnego, misjonarz i organizator życia religijnego w Irlandii.

## Życiorys
Głównym źródłem wiedzy o życiu Patryka są dwa jego własne utwory: „Wyznanie” (łac. Confessio) i „List do żołnierzy Korotyka” (łac. Epistola ad milites Corotici).
Urodził się około 385 roku w rzymskiej części Brytanii, jako Magonus Sucatus Patricius. Jego ojciec miał na imię Kalpurniusz i był diakonem oraz dekurionem, a matka miała na imię Concessa. W młodości jego rodzina mieszkała w Bannavem Taberniae, a on sam najprawdopodobniej posługiwał się językiem wczesnowalijskim. Nauczył się podstaw łaciny, jednak początkowo nie przykładał się do nauki. W wieku 16 lat został porwany przez Irów i uprowadzony do Irlandii, gdzie prawdopodobnie w Tirawley został sprzedany jako niewolnik. Jego właścicielem był Miliuk, jeden z mniej znaczących władców w Antrim. Patryk zajmował się pasaniem bydła, przez kilka miesięcy z rzędu, bez jedzenia i odzieży. W tym czasie zwrócił się ku religii i zaczął się gorliwie modlić. Po sześciu latach niewoli, udało mu się uciec – przeszedł 300 kilometrów do zatoczki w Wexford, gdzie wsiadł na statek. Po kilku dniach dotarli do wybrzeży Galii gdzie przez około miesiąca nie mogli znaleźć żadnej osady. Było to prawdopodobnie w 407 roku, kiedy to Germanowie spustoszyli Galię. Wkrótce po dotarciu do domu rodzinnego, postanowił, że podejmie się pracy misyjnej w Irlandii. Następnie wyruszył ponownie do Galii, gdzie miał się do tego przygotować. Przebywał najprawdopodobniej w klasztorze w Saint-Honorat (jedna z Wysp Leryńskich) oraz w Auxerre, pod kierownictwem biskupa Germana. Po nieudanej misji Palladiusza, wysunięto kandydaturę Patryka na nowego biskupa Irlandii. Sakrę przyjął najprawdopodobniej w Ebmorii z rąk biskupa Amatoreksa, razem ze swoimi towarzyszami: Auksyliuszem i Iserninusem.
Do Irlandii przybył około 432 roku. Praca misyjna tam nie była łatwa, bowiem władzę sprawowało tam wielu władców plemiennych, a ponadto prawo stanowili i egzekwowali druidzi, brehonowie i filidowie. Jego statek przybił do brzegu wyspy w Inber Dee, w okolicach Wicklow. Na początek postanowił nawrócić swojego dawnego pana, Miliuka. Kiedy dotarł do wzgórza Slemish, Miliuk usłyszał, że jego były niewolnik chce go odwiedzić. Obawiając się zależności od dawnego podwładnego, dokonał samospalenia. Następnie Patryk udał się na południe, do Meath, gdzie ochrzcił i pozyskał swojego pierwszego ucznia, nadając mu imię Beningus. Przed pierwszymi świętami Wielkanocnymi w Irlandii, popadł w konflikt z arcykrólem Lóegaire’m mac Néillem, który chciał zabić biskupa, co wielokrotnie doradzali mu druidzi. Ostatecznie pozwolił mu wejść do Tary, a po pewnym czasie niechętnie przyjął chrzest. W następnym roku Patryk udał się do lasu Fochloth, gdzie wybudował kościół, gdzie miał udzielać święceń i sakr.
W czasach, gdy Irlandia była najeżdżana przez brytyjskiego władcę Korotyka, a nowo nawróceni chrześcijanie byli mordowani, Patryk starał się o audiencję u niego. Ponieważ nie udało mu się jej uzyskać, napisał „list do żołnierzy Korytyka”, potępiający ich działanie. Liczył, że tekst ten dotrze do brytyjskich biskupów i obłożą oni Korotyka ekskomuniką, jednak nie wiadomo czy to nastąpiło. W 444 roku założył biskupstwo w Armagh, gdzie sam rezydował i od tamtego momentu tam mieli siedzibę prymasowie Irlandii.
Zmarł 17 marca między 457 a 492 rokiem w Saulu. Został pochowany w Dún Legthglaisse.

## Znaczenie w chrześcijaństwie
Relikwie św. Patryka zostały zniszczone przez protestanckich Anglików.

### Patronat
Święty Patryk jest patronem Irlandii oraz Nigerii. Jest również uważany za patrona  inżynierów, fryzjerów, bednarzy, kowali, górników, upadłych na duchu oraz za opiekuna zwierząt domowych.

### Ikonografia
W ikonografii wschodniej święty przedstawiany jest w liturgicznych biskupich szatach z siwą, spiczasto zakończoną brodą. W dłoniach trzyma biskupi pastorał, a na głowie ma założoną mitrę. Niekiedy na przedstawiających go wizerunkach i ikonach znajduje się duży kamienny brytyjski krzyż.
W sztuce zachodniej Patryk również przedstawiany jest w stroju biskupim. Zazwyczaj jego atrybutem jest trzymany w dłoni shamrock – liść koniczyny białej (symbol Irlandii) pochodzący od staroceltyckiego triskelionu. Jak głosi legenda miał używać trójlistnej koniczyny próbując przybliżać dogmat o Trójcy Świętej podczas swej misji chrystianizacyjnej w Irlandii. Jego atrybutami są również często węże, które według innej legendy przepędził z Irlandii. Jego postać została spopularyzowana w Stanach Zjednoczonych przez irlandzkich emigrantów.

### Dzień obchodów
Wspomnienie liturgiczne św. Patryka obchodzone jest w Kościele katolickim 17 marca, natomiast Cerkiew prawosławna wspomina świętego 17/30 marca, tj. 30 marca według kalendarza gregoriańskiego.

### Obiekty sakralne pod wezwaniem świętego
- katedra rzymskokatolicka św. Patryka w Armagh
- katedra św. Patryka w Dublinie
- katedra św. Patryka w Melbourne
- katedra św. Patryka w Nowym Jorku
- kościół i parafia św. Patryka w Warszawie na Gocławiu
- parafia św. Patryka na Dominice